# Děbolín
Děbolín (německy Diebling) je vesnice, část města Jindřichův Hradec v okrese Jindřichův Hradec v Jihočeském kraji. Nachází se čtyři kilometry západně od Jindřichova Hradce. Děbolín je také název katastrálního území o rozloze 8,4 km².

## Historie
První písemná zmínka o vesnici pochází z roku 1255. V letech 1938 až 1945 byla ves v důsledku uzavření Mnichovské dohody přičleněna k nacistickému Německu.

## Obyvatelstvo
| Rok            | 1869 | 1880 | 1890 | 1900 | 1910 | 1921 | 1930 | 1950 | 1961 | 1970 | 1980 | 1991 | 2001 | 2011 | 2021 |
| -------------- | ---- | ---- | ---- | ---- | ---- | ---- | ---- | ---- | ---- | ---- | ---- | ---- | ---- | ---- | ---- |
| Počet obyvatel | 533  | 475  | 485  | 473  | 431  | 429  | 371  | 286  | 273  | 250  | 219  | 206  | 210  | 230  | 245  |
| Počet domů     | 75   | 76   | 74   | 75   | 77   | 74   | 77   | 71   | 68   | 60   | 63   | 79   | 83   | 93   | 102  |

## Obecní správa
Při sčítání lidu v letech 1850–1976 Děbolín byl samostatnou obcí v okrese Jindřichův Hradec. Od 30. dubna 1976 je částí města Jindřichův Hradec ve stejnojmenném okrese. V letech 1961–1976 k obci patřila Matná a od 1. ledna 1976 do 29. dubna 1976 také Velký Ratmírov.

## Doprava
Vesnicí vede silnice I/23 a podél severního okraje také železniční trať Havlíčkův Brod – Veselí nad Lužnicí, na které se nachází zastávka Děbolín.

## Pamětihodnosti
- Rýdův kopec (rozhledna)